# Panelus borneensis
Panelus borneensis är en skalbaggsart som beskrevs av Renaud Maurice Adrien Paulian 1992. Panelus borneensis ingår i släktet Panelus och familjen bladhorningar. Inga underarter finns listade i Catalogue of Life.